# Jimmie Rodgers (chanteur pop)
Pour les articles homonymes, voir Jimmie Rodgers, Jimmie Rodgers (diplomate) et Rodgers.
James Frederick Rodgers, plus connu sous le nom de Jimmy Rodgers, est un chanteur américain de musique pop, né le 18 septembre 1933 à Camas, dans l'État de Washington, et mort le 18 janvier 2021 à Palm Desert, en Californie.

## Biographie

### Carrière musicale
Après avoir terminé ses études secondaires, Jimmy Rodgers s'engage dans l'US Air Force. Stationné en Corée, il forme un groupe avec des camarades. À son retour aux États-Unis, il se produit dans les night clubs et décide de poursuivre une carrière dans la musique. Il apparaît dans l'émission musicale House Party présentée par Art Linkletter et dans l'émission de télé-crochet Arthur Godfrey's Talent Scouts (en), dans laquelle il interprète la chanson Honeycomb (en), écrite par Bob Merrill. Repéré par les producteurs Hugo Peretti et Luigi Creatore, il signe un contrat discographique avec le label Roulette Records,.
Sa version de Honeycomb se classe 1re du Billboard Hot 100 en 1957. Plusieurs de ses singles, Kisses Sweeter Than Wine, Uh-Oh, I'm Falling in Love Again et Secretly, figurent dans le Top 10 des ventes aux États-Unis,. En 1957-1958, il place quatre titres dans le UK Singles Chart. Le chanteur rompt avec sa maison de disques à la suite d'une dispute concernant le paiement de ses droits d'auteur. Jimmie Rodgers connaît moins de succès durant les années 1960, mais plusieurs de ses titres figurent encore au classement « Adult Contemporary », et le chanteur continue de tourner. En 1962 il rejoint Dot Records (en), label pour lequel il enregistre un nouveau hit, le single It's Over qui parvient dans le Top 40 en 1966. L'année suivante, il est recruté par A&M Records et place un nouveau titre, Child of Clay, dans les charts,.
Le chanteur est victime d'une agression en décembre 1967, dont les causes n'ont jamais été élucidées. Il souffre d'une fracture du crâne et depuis lors sa santé perturbe sa carrière. Rodgers, qui effectue néanmoins plusieurs tentatives de retour sur scène, n'a enregistré que trois albums depuis l'incident. En 2011, il publie son autobiographie, intitulée Dancing on the Moon.
Jimmie Rodgers meurt le 18 janvier 2021 à Palm Desert.

### À l'écran
En 1959, le chanteur anime le Jimmie Rodgers Show, diffusé sur la chaîne NBC. Il apparaît également au cinéma, notamment dans The Little Shepherd of Kingdom Come (en) du réalisateur Andrew V. McLaglen, sorti en 1961,.

## Discographie
- 1957: Jimmie Rodgers.
- 1958: The Number One Ballads.
- 1958: Jimmie Rodgers Sings Folk Songs.
- 1959: Jimmie Rodgers… His Golden Year.
- 1959: Jimmie Rodgers TV Favorites, Volume 1.
- 1959: Twilight on the Trail.
- 1959: It's Christmas Once Again.
- 1960: When the Spirit Moves You.
- 1960: At Home with Jimmie Rodgers.
- 1961: The Folk Song World of Jimmie Rodgers.
- 1961: 15 Million Sellers.
- 1962: No One Will Ever Know.
- 1963: Jimmie Rodgers in Folk Concert.
- 1963: My Favorite Hymns.
- 1963: Honeycomb & Kisses Sweeter Than Wine.
- 1963: The World I Used to Know.
- 1964: 12 Great Hits.
- 1965: Deep Purple.
- 1965: Christmas with Jimmie Rodgers.
- 1966: The Nashville Sound.
- 1966: Country Music 1966.
- 1966: It's Over.
- 1967: Love
- 1967: Me, Please Love Me.
- 1967: Golden Hits.
- 1967: Child of Clay.
- 1969: The Windmills of Your Mind.
- 1970: Troubled Times.
- 1978: Yesterday/Today.